# Кришовска Љескова
Кришовска Љескова (слч. Krišovská Liesková) насељено је мјесто са административним статусом сеоске општине (слч. obec) у округу Михаловце, у Кошичком крају, Словачка Република.

## Становништво
| Година:    | 1994. | 2004.   | 2014.   | 2024.   |
| ---------- | ----- | ------- | ------- | ------- |
| Број људи: | 818   | 877     | 930     | 942     |
| Разлика:   |       | +7,21 % | +6,04 % | +1,29 % |

| Година:    | 2023. | 2024.   |
| ---------- | ----- | ------- |
| Број људи: | 936   | 942     |
| Разлика:   |       | +0,64 % |

Према подацима о броју становника из 2011. године насеље је имало 918 становника.